# Аномалія легких атомів
Анома́лія легки́х а́томів (рос. аномалия легких атомов, англ. light-atom anomaly) — динамічний ефект, що спостерігається в процесах A + B-C → A-B + C, де атом А набагато легший від атомів В та С. Коливальне збудження утвореного продукту АВ мале, оскільки атом А, перед тим як С відійде, наближається на віддаль довжини зв'язку до ВС. Енергія реакції вивільнюється як енергія відштовхування між АВ та С, результатом чого є підвищення поступальної енергії молекулярних частинок продуктів.